# 遍照寺 (板橋区)
遍照寺（へんじょうじ）は、東京都板橋区にある真言宗智山派の寺院。

## 概要
創建年代は不明であるが、1662年（寛文2年）寂の慶雲の中興とされていることから、江戸時代初期には既に存在していたと推測される。当時は天台宗の寺院で、山号も「大日山」であった。
江戸時代は板橋宿の「馬つなぎ場」でもあり、多くの馬が常備されていた。
明治時代の廃仏毀釈で廃寺となったが、1881年（明治14年）に成田山新勝寺系の講「成田山新栄講」により、「旭不動堂」となった。
1947年（昭和22年）に真言宗智山派の寺院として復活した。山号は「成田山」となった。

## 寺宝等
- 不動明王坐像（本尊）
- 不動明王立像
- 千手観音像
- 十一面観音像

## 交通アクセス
- 板橋区役所前駅より徒歩3分。